# Aéroport de Charlottetown
L’aéroport de Charlottetown (code IATA: YYG) est le principal aéroport de l'Île-du-Prince-Édouard. Il fait partie du Réseau national des aéroports du Canada. Il est situé dans la ville de Charlottetown, la capitale et la plus grande ville de l'Île-du-Prince-Édouard. Il est actuellement dirigé par l'Autorité de l'Aéroport de Charlottetown et est propriété de Transports Canada.
L'aéroport est considéré comme un aéroport d'entrée et est aussi dirigé par l'Agence des services frontaliers du Canada. Les agents de l'ASFC peuvent actuellement accueillir des avions de 60 passagers, ou de 368 si l'avion n'est pas chargé.

## Histoire

### Upton Field
Le premier avion officiel à Charlottetown atterrit aux exhibition grounds, à l'est du centre-ville, en 1912. Ce n'est pas avant 1931 qu'une petite aérogare est construite. Le lieu est connu comme le Upton Field (plus tard l'aéroport Upton), et il consiste en deux pistes en terre battue longues de 850 mètres et 490 mètres (2 800 pieds et 1 600 pieds), ouvertes le 16 janvier 1932. Upton est une communauté fermière, situé au nord-ouest de la ville de Charlottetown. L'aérogare est laissée à Canadian Airways du 9 octobre 1932 au 9 octobre 1938, même si l'aérogare est seulement licenciée jusqu'au 30 juin 1938. 

Durant ce temps, l'aérogare d'Upton reçoit le premier service aérien de courrier au Canada. Aujourd'hui, le site est redevenu tout simplement des terres ainsi que des arbres, et les résidents locaux sont contre le développement de quartiers résidentiels dans la région. C'est un site populaire pour la promenade des chiens, la marche, le ski de fond, et d'autres activités de plein air.

### L'acquisition et l'opération municipale
En juin 1938, le gouvernement de la ville demande au département des transports de supporter le développement et l'agrandissement d'un aéroport municipal. Le site d'Upton est propice, ainsi qu'une zone de 12 km2 (300 âcres) à l'est de Sherwood Station, sur la route Brackley Point. L'aérogare d'Upton est rejetée dû à un manque d'espace, et la zone de Sherwood Station est achetée par la ville au coût de 30 000 $. Le gouvernement provincial contribue à 50 % du développement de l'aéroport en échange de 50 % des profits, tandis que la ville le gère.

### Opération militaire
En décembre 1939, le gouvernement de la ville offre l'aéroport au gouvernement fédéral pour une utilisation militaire durant la Seconde Guerre mondiale. Les forces aériennes du Canada agrandissent l'aéroport et élargissent les pistes en préparation de l'utilisation de l'aéroport pour la formation de pilotes et de membres de l'équipage. L'aéroport est transformé pour que les pistes aient la forme d'un triangle, comme la majorité des aéroports participants, du plan d'aviation des nations du Commonwealth britannique. Les forces aériennes du Canada utilisent l'aéroport du 15 juin 1941 jusqu'en février 1944, alors qu'il est pendant ce temps connu en tant que la Station RAF de Charlottetown. À la suite du départ des forces aériennes, les forces aériennes royales du Canada continuent leurs activités à l'aéroport, et le nomment la station RCAF de Charlottetown.

### Acquisition et opération fédérale
À la suite de la Seconde Guerre mondiale, la présence militaire diminue significativement à la fin de 1945, et la base aérienne est transférée du RCAF au département fédéral des transports le 1er février 1946, retournant ainsi l'aéroport à l'utilisation civile. 

Plusieurs expansions sont entreprises, incluant un agrandissement majeur du terminal des civils de la route Brackley Point sur le côté ouest de l'aéroport, en plus de l'expansion et de la reconfiguration de ce qui deviendra aujourd'hui la piste 03/21 durant les années 1960-1970 pour permettre l'utilisation des jets. Une autre expansion majeure durant les années 1980 fait que l'ancien terminal devient un nouveau terminal pour l'aviation générale, tandis qu'une nouvelle tour de contrôle et des services d'urgence sont construits un peu plus au nord, dans la continuation de la route Sherwood. Ceci amene la piste 03/21 à avoir sa longueur et configuration actuelle. 

L'aéroport de Charlottetown voit un service énorme durant les années 1960 et 1990, à la fois d'Air Canada et de Eastern Provincial Airways pour les destinations des Maritimes et du centre du Canada. Par la suite, avec la participation de CP Air, l'aéroport a voit un service direct avec le centre du pays pendant plusieurs années. La création d'Air Canada amene un déclin de vols directs vers le centre du pays, avec la perte d'Air Nova et d'Air Atlantic, et un service plus accru vers les aéroports de Moncton et d'Halifax–Stanfield. 

L'ouverture du pont de la Confédération en 1997 ainsi qu'un agrandissement des aéroports de Moncton et Halifax changent énormément le trafic aérien de l'aéroport de Charlottetown.

### L'autorité de l'aéroport de Charlottetown
Le 28 février 1999, le département des transports transfère les opérations financières pour l'aéroport à l'autorité de l'aéroport de Charlottetown sous un contrat de soixante ans.
Depuis le début du millénaire, surtout au milieu des années 2000, l'aéroport voit un bond fulgurant quant au nombre de vols. Ceci commence lorsque Air Canada introduit un vol direct jusqu'à Montréal–Trudeau depuis Charlottetown, à partir de l'acquisition de Canadian Airlines. Plus tard, Jetsgo, un ancien opérateur de fret canadien, introduit lui aussi des vols directs depuis l'aéroport au début de 2003. Les vols ne durent pas longtemps, car la compagnie déclare faillite en mars 2005.
Avec les récentes expansions ayant coûté plus de 2,1 millions de dollars qui incluent de nouveaux commerces, Delta Air Lines ajoute un vol jusqu'à New York (Newark–Liberty). De plus, l'agrandissement du terminal permet d'accueillir plus d'avions en même temps.
En 2008, l'aéroport atteint un nouveau record concernant le nombre de passagers, avec plus de 282 385 passagers, une augmentation de plus de 80 % par rapport à 2002.

## Localisation

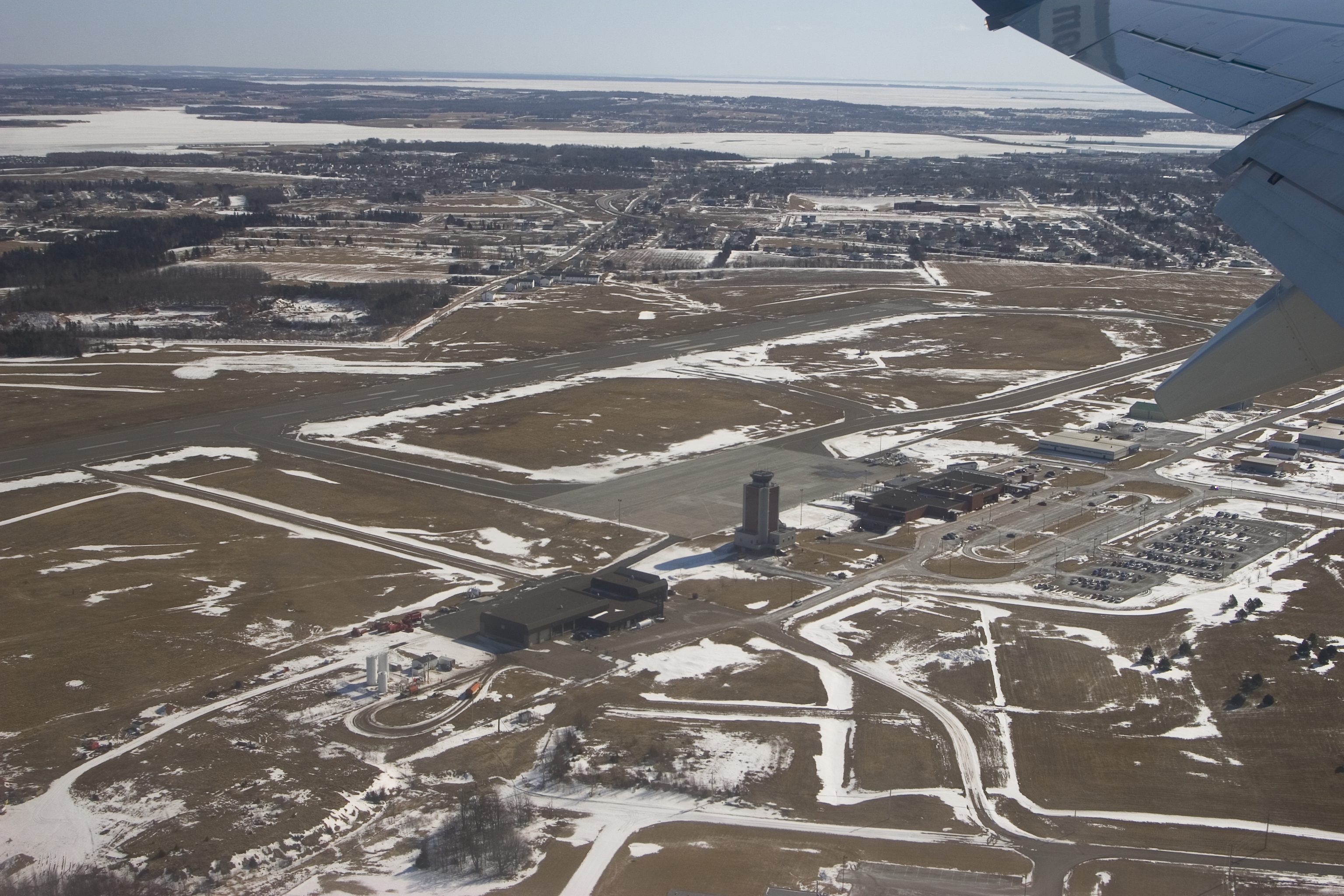
Une vue aérienne de l'aéroport, durant l'hiver.

L'aéroport de Charlottetown est situé exactement à 5,35 kilomètres au nord du centre-ville de la capitale provinciale. Il est situé dans la ville de Sherwood Station, aux coordonnées 46.17° nord et 63,07° ouest. Le territoire sur lequel est situé l'aéroport est très plat, et agricole, alors que le territoire urbanisé de Charlottetown prend fin beaucoup plus au sud\.
De plus, YYG est situé à une altitude de 50 mètres exactement.

### Carte des aéroports du Réseau National du Canada
| \| 300 km1:20 691 000 \| Calgary Charlottetown Edmonton Fredericton Gander Moncton Halifax Iqaluit Kelowna London Montréal–Mirabel Montréal–Trudeau Ottawa Prince George Québec Regina Saint-Jean Saskatoon Saint-Jean de T.-N. Thunder Bay Toronto Pearson Vancouver Victoria Whitehorse Winnipeg Yellowknife |
| 300 km1:20 691 000 |

## Accessibilité
L'aéroport est accessible via la route 15 de l'île du Prince-Édouard, à moins de 7 minutes de route au nord de Charlottetown.

## Terminal
Le terminal est axé nord-est / sud-ouest. Il possède 2 portes d'embarquements, alors que le chargement de l'avion se fait au sol dans les 2 portes. Il possède une zone internationale et une zone domestique.

## Pistes
La première piste de l'aéroport, la piste 03/21, possède une orientation nord-sud, légèrement vers l'est. Elle est longue de 7 000 pieds (2 134 mètres), et sert à la fois de piste d'atterrissage et de décollage\.
L'autre piste, la piste 10/28, possède une orientation est-ouest, légèrement vers le nord. Elle sert de piste de décollage, mais aussi de piste d'atterrissage. Elle mesure 5 000 pieds (1 524 mètres).

## Statistiques
Le graphique qui aurait dû être présenté ici ne peut pas être affiché car il utilise l'ancienne extension Graph, désactivée pour des questions de sécurité. Des indications pour créer un nouveau graphique avec la nouvelle extension Chart sont disponibles ici.

Voir la requête brute et les sources sur Wikidata.

## Compagnies Aériennes et Destinations
| Compagnies         | Destinations                                  |
| ------------------ | --------------------------------------------- |
| Air Canada         | En saison: Toronto-Pearson                    |
| Air Canada Express | Montréal-Trudeau, Toronto-Pearson             |
| Air Canada Rouge   | En saison: Montréal-Trudeau, Toronto-Pearson  |
| Air Transat        | En saison: Cancún (débute le 18 février 2026) |
| Flair Airlines     | En saison: Toronto-Pearson                    |
| Porter Airlines    | Ottawa En saison: Toronto-Pearson             |
| WestJet            | En saison: Calgary, Edmonton                  |

Mis à jour le 2025/04/06 

## Autobus
Le T3 Transit a une route qui va de Charlottetown à l'aéroport.

## Sources
- Canada Flight Supplement[3]
- Statistics from Transports Canada[4].
- Passenger statistics from Charlottetown Airport Authority[5].